# Degré Clark
Le degré Clark (symbole °E) est une unité de mesure de dureté de l'eau, utilisée notamment en aquariophilie. Cette unité doit son nom à l'ingénieur électricien et chimiste britannique Hosiah Clark, qui a également laissé son nom aux batteries Clark. 
Elle n'est en revanche en rien reliée aux niveaux de Clark (parfois également nommés "degrés de Clark") utilisés pour classifier le niveau d'évolution d'un mélanome.

## Définition
1 degré Clark équivaut à 1 grain de sel par gallon, soit, en unité métrique, à environ 14 ppm (parties par million).